# Magnus Stifter
Magnus Stifter (Vienna, 23 gennaio 1878 – Vienna, 8 settembre 1943) è stato un attore e regista austriaco.

## Biografia
Dopo gli studi commerciali, Magnus Stifter studiò recitazione con il professor Otto. Nel 1899 fece il suo esordio sui palcoscenici di Innsbruck e, nel 1901, lavorò a Salisburgo e, quindi, a Linz e poi a Berlino. Nella stagione 1908/1909, recitò al teatro tedesco di New York. Nel 1909, diventò "attore di corte" ed entrò nella compagnia della Schauspielhaus di Dresda.
Allo scoppio della prima guerra mondiale, fu tenente di artiglieria e iniziò la sua carriera di attore cinematografico diventando ben presto un popolare volto del cinema muto. Passò anche dietro la macchina da presa, dirigendo due film che avevano come protagonista la diva danese Asta Nielsen. 
Al cinema, passò a interpretare ruoli secondari e, di conseguenza, preferì ritornare a recitare in teatro. Anche suo figlio Magnus Stifter (1906-1940) divenne attore.
Stifter morì a Vienna, la sua città natale, l'8 settembre 1943.

## Filmografia
La filmografia - basata su IMDb - è completa.

### Attore
- Der Schienenweg unterm Ozean, regia di Siegfried Dessauer e Kurt Matull
- Das erste Weib, regia di Hubert Marischka (1915)
- Das Liebes-ABC, regia di Magnus Stifter (1916)
- Die weißen Rosen, regia di Urban Gad (1916)
- Seltsame Köpfe, regia di Arzén von Cserépy (1916)
- Der Schwur der Renate Rabenau, regia di Otto Rippert (1917)
- Für die Ehre des Vaters, regia di Richard Eichberg (1917)
- Die Richterin, regia di Paul von Woringen (1917)
- Diebe und Liebe, regia di Max Mack (1917)
- Die Rose der Wildnis, regia di Walter Schmidthässler (1918)
- L'ultima danza di Tatiana (Das verwunschene Schloß), regia di Otto Rippert (1918)
- Inge, regia di Otto Rippert (1918)
- Sangue gitano (Carmen), regia di Ernst Lubitsch (1918)
- Wenn das Herz in Haß erglüht, regia di Kurt Matull (1918)
- Verlorene Töchter, regia di William Kahn (1918)
- Stürme des Lebens, regia di Franz Hofer (1918)
- Strandgut oder Die Rache des Meeres, regia di Richard Eichberg (1918)
- Seelen in Ketten, regia di Franz Hofer (1918)
- Küsse, die man im Dunkeln stiehlt, regia di Kurt Matull (1918)
- De Profundis, regia di Georg Jacoby (1919)
- Das Mädchen mit dem fremden Herzen, regia di Franz Hofer (1919)
- Veritas vincit, regia di Joe May (1919)
- Crucifige (Kreuzigt sie!), regia di Georg Jacoby (1919)
- Die Insel der Glücklichen, regia di Josef Coenen (1919)
- Seelenverkäufer, regia di Carl Boese (1919)
- Vendetta, regia di Georg Jacoby (1919)
- Madame du Barry, regia di Ernst Lubitsch (1919)
- Prinz Kuckuck - Die Höllenfahrt eines Wollüstlings, regia di Paul Leni (1919)
- Die Pflicht zu leben, regia di Carl Wilhelm (1919)
- Der Teufel und die Madonna, regia di Carl Boese (1919)
- Was den Männern gefällt, regia di Albert Lastmann (1919)
- Verlorene Töchter, 2. Teil - Opfer der Schmach, regia di William Kahn (1919)
- Staatsanwalt Jordan, regia di Erik Lund (1919)
- Der Mädchenhirt, regia di Karl Grune (1919)
- Kämpfende Gewalten oder Welt ohne Krieg, regia di Fritz Bernhardt (1920)
- Das Recht der freien Liebe, regia di Jaap Speyer (1920)
- Il carnefice rosso (Der rote Henker), regia di Rudolf Biebrach (1920)
- La testa di Giano (Der Januskopf), regia di Friedrich Wilhelm Murnau (1920)
- Tarantola (Die Tarantel), regia di Rudolf Biebrach (1920)
- Die Dame in Schwarz, regia di Victor Janson (1920)
- Themis, regia di Franz Eckstein (1920)
- Der Shawl der Kaiserin Katherina II, regia di Karl Halden (1920)
- Gräfin Walewska, regia di Otto Rippert (1920)
- Die Frau im Delphin, oder 30 Tage auf dem Meeresgrund, regia di Artur Kiekebusch-Brenken (1920)
- Dein ist mein Herz, regia di Erich Eriksen (1920)
- Das Drama von Glossow, regia di Franz Eckstein (1920)
- Der Stier von Olivera, regia di Erich Schönfelder (1921)
- Das Geheimnis der Mumie, regia di Victor Janson (1921)
- Complotto (Die Verschwörung zu Genua), regia di Paul Leni (1921)
- Der Mann im Schrank
- Im Kampf um Diamantenfelder, regia di Hans Schomburgk (1921)
- Das gestohlene Millionenrezept, regia di Carl Wilhelm (1921)
- Das Handicap der Liebe, regia di Martin Hartwig (1921)
- Die Abenteuerin von Monte Carlo - 1. Die Geliebte des Schahs, regia di Adolf Gärtner (1921)
- Die Abenteuerin von Monte Carlo - 2. Marokkanische Nächte, regia di Adolf Gärtner, Willi Wolff (1921)
- Die Abenteuerin von Monte Carlo - 3. Der Mordprozeß Stanley, regia di Willi Wolff (1921)
- Die Rächer, regia di Franz Eckstein (1921)
- Aschermittwoch, regia di Otto Rippert (1921)
- Othello, regia di Dimitri Buchowetzki (1922)
- La terra che brucia (Der brennende Acker), regia di Friedrich Wilhelm Murnau (1922)
- Der Fall Gembalsky, regia di F. Dolgopolsky (1922)
- Der Mann aus Stahl, regia di Joseph Delmont (1922)
- Yvette, die Modeprinzessin, regia di Frederic Zelnik (1922)
- Der Graf von Essex , regia di Peter Paul Felner (1922)
- Wildnis, regia di Bruno Ziener (1922)
- Die Tochter Napoleons, regia di Frederic Zelnik (1922)
- Die Königin von Whitechapel, regia di Wolfgang Neff (1922)
- Dunkle Gassen, regia di Peter Paul Felner (1923)
- Der Mann mit der eisernen Maske, regia di Max Glass (1923)
- Irene d'Or, regia di Karl Sander e Frederic Zelnik (1923)
- Der Mönch von Santarem, regia di Lothar Mendes (1924)
- Frühlingserwachen, regia di Jacob Fleck, Luise Fleck (1924)
- Nelly, die Braut ohne Mann, regia di Frederic Zelnik (1924)
- Za-la-mort
- Mister Radio, regia di Nunzio Malasomma (1924)
- Oriente (Orient), regia di Gennaro Righelli (1924)
- Menschen im Nebel, regia di Gernot Bock-Stieber (1924)
- Wallenstein, 1. Teil - Wallensteins Macht, regia di Rolf Randolf (1925)
- Wallenstein, 2. Teil - Wallensteins Tod, regia di Rolf Randolf (1925)
- Die Frau ohne Namen - 1. Teil, regia di Georg Jacoby (1927)
- Die Frau ohne Namen - 2. Teil, regia di Georg Jacoby (1927)
- La storia di una piccola parigina, regia di Augusto Genina (1928)
- Luther, regia di Hans Kyser (1928)
- Freiwild
- G'schichten aus dem Wienerwald, regia di Jaap Speyer (1928)
- Verirrte Jugend, regia di Richard Löwenbein (1929)
- Quartiere latino, regia di Augusto Genina (1929)
- Sant'Elena (1929)
- Rosen blühen auf dem Heidegrab, regia di Kurt Blachy (come Curt Blachnitzky) (1929)
- Der Fall des Generalstabs-Oberst Redl, regia di Karl Anton (1931)
- Elisabetta d'Austria (Elisabeth von Österreich), regia di Adolf Trotz (1931)
- Rasputin, Dämon der Frauen, regia di Adolf Trotz (1932)
- Gli undici ufficiali di Schill (Die elf Schill'schen Offiziere), regia di Rudolf Meinert (1932)
- Das verlorene Tal, regia di Edmund Heuberger (1934)
- Maria Ilona
- Senza gloria (Friedemann Bach), regia di Traugott Müller (supervisione di Gustaf Gründgens) (1941)
- Wetterleuchten um Barbara, regia di Werner Klingler (1941)

### Regista
- Dora Brandes (1916)
- Das Liebes-ABC (1916)

### Montatore
- Kämpfende Gewalten oder Welt ohne Krieg